# Айвенго (фильм, 1952)
«Айве́нго» (англ. Ivanhoe) — американский приключенческо-исторический костюмный фильм, экранизация одноимённого романа Вальтера Скотта. Фильм был номинирован на три премии «Оскар»: за лучший фильм, лучшую работу оператора и лучший саундтрек, но не получил ни одной.
«Айвенго» стал началом трилогии исторических фильмов Ричарда Торпа, продолженной фильмами «Рыцари Круглого Стола» и «Квентин Дорвард».

## Сюжет
Король Ричард Львиное Сердце, возвращаясь из крестового похода, попадает в плен к герцогу Австрийскому. Пока король в плену, в Англии правит его слабовольный и вероломный брат принц Джон. Принц не намерен платить выкуп за опасного брата. Рыцарь Уилфред Айвенго, сопровождавший короля, возвращается в Англию, чтобы найти деньги на выкуп государя. Он ищет помощи у своего отца Седрика, но тот, старый саксонский вельможа, не хочет спасать короля-норманна. После нормандского завоевания Англии местные дворяне разделились на коренных-англосаксов и оккупантов-норманнов, недоверчивых и завистливых друг к другу.
Рыцари-норманны Бриан де Буагильбер и Хью де Бреси пытаются ограбить еврейского предпринимателя Исаака, гостя Седрика. Айвенго разрушает их планы и вызывается проводить Исаака до его дома в Шеффилде. Спутником Айвенго становится шут Вамба. Благодарная дочь Исаака, Ревекка, дарит рыцарю свои украшения, чтобы тот мог купить себе снаряжение для турнира. Девушка влюбляется в Айвенго, несмотря на социальную пропасть между ними.
Принц Джон назначает рыцарский турнир. Буагильбер и де Бреси выглядят непобедимыми до тех пор, пока некий сакс с закрытым забралом не выбивает обоих из седла. Однако и сам рыцарь — а это Айвенго инкогнито — получает рану от Буагильбера. Его увозят подальше от гнева норманнов — в Шервудский лес, к атаману благородных разбойников Робину из Локсли.
Тем временем отец Айвенго, Седрик, вместе с другими саксами и Ревеккой попадает в плен к норманнскому лорду Фрон де Бёфу. Тот требует выдачи Айвенго, юноша сдаётся сам, но негодяй не выпускает его отца. Отряд Робин Гуда штурмует замок и освобождает пленников, Вамба гибнет от руки Фрон де Бёфа, который сам падает под мечом Айвенго. Из норманнов уйти удаётся только Буагильберу, с Ревеккой. Норманн начинает испытывать страсть к своей пленнице.
Айвенго обращается к Исааку и прочим еврейским торговцам с просьбой о выкупе для короля Ричарда, и те соглашаются. Тем временем Ревекку обвиняют в колдовстве и должны будут сжечь на костре. Айвенго требует «Божьего суда» — поединка, который решит судьбу обвинения. Принц Джон приказывает Буагильберу победить Айвенго. Бриан, который вовсе не хочет смерти девушки, спрашивает у Ревекки её мнения, и та позволяет ему. Между Айвенго и Брианом происходит дуэль, в финале которой Буагильбер погибает. Перед смертью он признаётся в любви Ревекке. К концу поединка на ристалище с отрядом крестоносцев появляется вернувшийся в Англию выкупленный Ричард Львиное Сердце.

## В ролях
- Роберт Тэйлор — сэр Уилфред Айвенго
- Джоан Фонтейн — леди Ровена
- Джордж Сандерс — сэр Бриан де Буальгильбер
- Роберт Дуглас — сэр Хью де Бреси
- Феликс Эйлмер — Исаак, еврейский купец из Йорка
- Элизабет Тейлор — Ревекка, дочь Исаака
- Финлей Керри — сэр Седрик
- Эмлин Вильямс — Вамба, шут и оруженосец
- Норман Вудланд — король Ричард Львиное Сердце
- Гай Рольф — принц Джон
- Гарольд Уоррендер — Робин Гуд — Локсли
- Френсис де Вольф — сэр Фрон де Бёф
- Джек Черчилль — лучник в Уорикском замке

## Съёмки
Фильм снимался на студии MGM в Хартфордшире и в шотландском замке Дун.